# Vztekle tvá
Vztekle tvá (též Druhá strana mince, v anglickém originále The Upside of Anger) je americký romantický komediálně-dramatický film z roku 2005, který napsal a režíroval Mike Binder a v němž hrají Joan Allen, Kevin Costner a Evan Rachel Wood. Film produkovali Jack Binder, Alex Gartner a Sammy Lee. Snímek s rozpočtem 12 milionů dolarů získal převážně pozitivní recenze s pochvalou za výkony Allenové a Costnera a byl také mírně úspěšný v pokladnách kin, kde utržil 28,2 milionu dolarů. 

## Děj
Film začíná scénou pohřbu, kterého se účastní Terry Wolfmeyer a její přítel Denny Davies.
Děj se vrací o tři roky zpět, kdy Terry v opilosti oznamuje svým dcerám Hadley, Andy, Emily a Popeye, že je jejich otec Grey opustil kvůli sekretářce ve Švédsku. Terry se začne utápět v alkoholu, což narušuje její vztah s dcerami. Postupně se sblíží se sousedem Dennym, bývalým baseballistou a moderátorem rádia, až se stanou partnery.
Denny pomůže Andy získat práci v rádiu, kde se zaplete se starším kolegou Shepem, což Terry nesnáší. Mezitím se Popeye skamarádí se spolužákem Gordenem, který jí přizná, že je gay. Emily touží po kariéře baletky, ale matka ji nutí na univerzitu. Nakonec Emily podlehne, ale skončí v nemocnici kvůli poruše příjmu potravy. Po uzdravení ji Terry podpoří v jejím snu.
Hadley oznámí rodině své těhotenství a zasnoubení, což Terry rozčílí a způsobí opileckou scénu před rodiči snoubence. Když se Denny pokusí promluvit s Terry o jejich budoucnosti, pohádají se a on odchází. Po čase si Terry uvědomí své city k němu a znovu se dají dohromady.
Při stavebních pracích poblíž jejich domova je objevena zakrytá studna s tělem Greye, který nikdy neodjel, ale nešťastně spadl do studny a zemřel. Terry tak pochopí, že se celou dobu mýlila. Film končí návratem k pohřbu, kde Terry, smířená s minulostí, nachází klid.